# Deutsche Basketballmeisterschaft der Frauen 1971
Die Endspiele um die 25. Deutsche Basketballmeisterschaft der Frauen 1971 fanden am 20. Mai 1971 in Göttingen sowie sechs Tage später in Düsseldorf statt. Dabei setzte sich der Titelverteidiger 1. SC Göttingen 05 gegen den ATV Düsseldorf mit 133:132 Punkten (82:62 im Hin- und 51:70 im Rückspiel) durch. Der 1. SC Göttingen 05 qualifizierte sich als deutscher Meister für den Europapokal der Landesmeister 1971/72.
Gemäß dem Beschluss auf dem Bundestag des Deutschen Basketball Bundes (DBB) 1970 in Bad Kreuznach wurde zur Folgesaison 1971/72 eine zweigleisige Basketball-Bundesliga der Frauen mit jeweils acht Mannschaften eingeführt.